# Zoehair Mohsen
Zoehair Mohsen (Arabisch: زهير محسن, ook geschreven als Zahir Muhsein) (Toelkarem, Mandaatgebied Palestina, 1936 - Cannes, 15 juli 1979) was een Palestijns politicus, die als lid van de Palestijnse tak van de Ba'ath-partij een panarabische oplossing van het Israëlisch-Palestijns conflict voorstond. Hij was van 1971 tot zijn dood aanvoerder van de al-Saika factie van de PLO. Hij is in 1979 in Cannes bij een aanslag omgekomen.

## Levensloop
Mohsen werd in 1936 in het voormalige Britse mandaatgebied, in de plaats Toelkarem geboren. Zijn familie is na de stichting van de staat Israël in 1948 naar Jordanië gevlucht. Hij werd daar actief in de Ba'ath-partij, die in de vluchtelingenkampen zeer actief was, en werkte als leraar. Hij verliet Jordanië nadat zijn politieke activiteiten onder de loep van de Jordaanse overheid was genomen (zie Zwarte September). Na een verblijf in respectievelijk Qatar en Koeweit vestigde hij zich in 1967 in Syrië, waar toen net een lokale versie van de Baathpartij aan het bewind was gekomen. Hij mengde zich daar al snel in de interne politieke machtsstrijd, en schaarde zich aan de zijde van Hafiz al-Assad. Nadat Assad als gevolg van interne partijstrijd de toenmalige president Salah Jadid aan de kant zette en zelf president werd, werd Mohsen aangesteld als aanvoerder van de organisatie al-Saika, die enkele jaren eerder door het Syrische bewind was opgezet om in Syrië wonende Palestijnse vluchtelingen tot het ba'athisme te brengen. Dit was een gewapende organisatie, die vervolgens onder meer in de Libanese burgeroorlog ingezet werd, en daar tezamen met de Syrische strijdkrachten optrad. Zijn groep werd onder meer beschuldigd van betrokkenheid bij het Bloedbad van Damour.

## Verhouding tot het Syrische bewind
Zoehair Mohsen wordt in het algemeen gezien als een marionet van het Syrische regime. Damascus was zowel verantwoordelijk voor de oprichting van al-Saika alsook voor de financiering, en in de praktijk was al-Saika eerder de Palestijnse tak van de Syrische Ba'athpartij dan een onafhankelijke organisatie. De loyaliteit van de organisatie aan hun Syrische meesters strekte zich zover uit dat ze op bevel van Damascus tijdens de Libanese burgeroorlog zelfs PLO eenheden aanvielen. Grosso modo functioneerde de organisatie in de tijd dat Mohsin daar generaalsecretaris van was zich als spreekbuis van de Syrische regering.
Mohsen verweerde zich tegen de opstelling dat het conflict met de staat Israël gezien moest worden als een Palestijns-Israëlisch conflict, maar probeerde het in te kaderen in een groter pan-Arabisch project, en stelde dat de PLO gezien moest worden als instrument in dat conflict, en niet noodzakelijkerwijs als politieke eenheid die een Palestijnse staat teweeg moest brengen. In zijn visie bestond de Palestijnse identiteit alleen om tactische redenen en zag hij de stichting van een Palestijnse staat als een nieuw middel om de strijd tegen Israël en voor de Arabische eenheid voort te zetten. Hafiz al-Assad heeft Zoehair Mohsen meermaals voorgesteld als "zijn" kandidaat voor het leiderschap van de PLO, speciaal tijdens conflicten met Yasser Arafat.